# Xenofon
Xenofon (grekiska Ξενοφῶν), född omkring 430 f.Kr. i Aten, död omkring 355 f.Kr., var en grekisk historiker, författare och politiker. Han slöt sig som ung till Sokrates. Han deltog bland annat i Kyros den yngres fälttåg och ledde efter slaget vid Kunaxa grekernas återtåg, som han skildrade i Anabasis (Uppmarschen). Hans hågkomster om Sokrates är en viktig källa till dennes historia.

## Uppväxt och Anabasis
Xenofon var en av Sokrates lärjungar. Efter studierna följde han med den grekiska här som stred under Kyros den yngre i Persien och deltog i slaget vid Kunaxa 401 f.Kr. Om detta krig och dess konsekvenser berättade han i Anabasis som utspelades i det persiska riket. Där beskrev han även hur han själv tog befälet och ledde den grekisk legotruppens hemmarsch, (de tiotusens tåg), från Babylonien, över Armeniens bergsland och fram till havet – i detta fall sydkusten på Svarta havet där det fanns grekiska kolonier – så att de kunde återvända till hemlandet. Det är härifrån den litterära frasen "Thalatta, thalatta!" ("Havet, havet!") stammar, från när de grekiska soldaterna först fick syn på havet framför sig.

## Liv
Senare deltog Xenofon på spartanernas sida i slaget vid Koroneia 394 f.Kr. mot sina landsmän och thebanerna. På grund av detta blev han landsförvisad men belönades av spartanerna med ett gods i Elis på Peloponnesos. Då Aten och Sparta snart förenade sig mot Thebe, upphävdes Xenofons landsförvisning. Han bosatte sig till slut i Korinth.

## Andra verk
Av Xenofons verk är skildringen av de tiotusens återtåg i Anabasis mest bekant. Kyru paideia (latin: Cyropaedia, Kyros uppfostran), det märkligaste av Xenofons verk, är en politisk-pedagogisk tendensroman. Hellenika, Greklands historia 411–362, är en fortsättning av Thukydides "Peloponnesiska krigets historia", med Spartavänlig tendens. Agesilaos är ett lovtal över den spartanske kungen med detta namn. Nationalekonomiskt intressant är Xenofons reformprogram för att hjälpa upp Atens finanser (Poroi). Hans intresse för lanthushållning, jakt, hästuppfödning och ridkonst tog sig uttryck i andra skrifter. Han författade även en försvarsskrift för Sokrates (Apologia), ”Hågkomster om Sokrates” (Apomnemoneumata, latin: Memorabilia), en lös och oordnad samling berättelser, till vilken hans hushållslära (Oikonomikos) är ett tillägg, samt ”Gästabudet" (Symposion).

### Verk i svensk översättning
- Om hästar och ridning. Översättning och kommentarer av Jonas Palm. Uppsala: Carmina 1980.
- En persisk furstes uppfostran översatt av Lars Nyberg. Göteborg: Paul Åströms förlag 1998.
- Ledarskap (Oeconomicus) översatt av Sture Linnér. Stockholm: Wahlström & Widstrand 2004.
- Anabasis: Kyrosexpeditionen eller De tiotusens återtåg översatt av Ingemar Lagerström. Stockholm: Norstedt 2014.

## Utmärkelser
Asteroiden 5986 Xenophon är uppkallad efter honom.